# Temporada de furacões no oceano Atlântico de 1985
A temporada de furacões no oceano Atlântico de 1985 teve seis desembarques de furacões nos Estados Unidos, empatados com 1886 e 2020 como o maior número já registrado. A temporada começou oficialmente em 1 de junho e durou até 30 de novembro. Foi uma temporada mediana, com 11 tempestades nomeadas em desenvolvimento. Isso foi parcialmente atribuído a um La Niña – um fenômeno meteorológico que produz condições favoráveis em toda a bacia do Atlântico, como menor cisalhamento do vento e temperaturas mais altas da superfície do mar. A primeira tempestade, Ana, se desenvolveu em 15 de julho perto das Bermudas e causou efeitos menores no Canadá durante a transição para um ciclone extratropical. Três outros ciclones tropicais – Claudette, Henri e Isabel – não afetaram significativamente a terra. Claudette desenvolveu-se ao largo do sudeste dos Estados Unidos e passou pelas Bermudas e pelos Açores. Henri e Isabel estavam se dissipando enquanto se aproximavam da terra. No entanto, o precursor deste último causou uma grave inundação em Porto Rico que matou 180 pessoas. Além disso, a tempestade tropical Fabian e três depressões tropicais não tiveram nenhum impacto conhecido em terra.
Embora várias tempestades tenham causado efeitos mínimos, vários ciclones tropicais também deixaram um grande impacto. O furacão Gloria, a tempestade mais forte da temporada, resultou em 14 fatalidades e cerca de US $ 900 milhões (1985 USD ) em danos na Carolina do Norte, Virgínia, Médio Atlântico e Nova Inglaterra. O furacão Elena ameaçou a costa central do Golfo dos Estados Unidos, depois voltou abruptamente para a Flórida. Inesperadamente, Elena voltou e atingiu o [[Mississippi], resultando em duas evacuações em massa. A tempestade causou US $ 1,3 mil milhões em perdas, com a maioria dos danos em Louisiana e Mississippi. Da mesma forma, o furacão Juan causou US $ 1,5 mil milhões em danos devido à sua rota errática no mar e em toda a Louisiana. Três outros ciclones tropicais – os furacões Bob, Danny e Kate – causaram danos moderados a extensos em Cuba e nos Estados Unidos. No geral, os ciclones tropicais desta temporada causaram coletivamente mais de US $ 4,52 mil milhões em danos e 60 mortes.

## Previsões sazonais
As previsões de atividade de furacões são emitidas antes de cada temporada de furacões pelo Dr. William M. Gray e seus associados na Colorado State University (CSU) e no Weather Research Center (WRC). Uma temporada normal, conforme definido pela Administração Nacional Oceânica e Atmosférica (NOAA), tem 12,1 tempestades nomeadas, das quais 6,4 atingem a força de furacão e 2,7 se tornam grandes furacões. Nem CSU nem WRC emitiram uma previsão sobre o número de grandes furacões, que são da categoria 3 ou superior na escala de ventos de furacões Saffir–Simpson. No início de 1985, o WRC previu 8 tempestades nomeadas e 5 furacões. A previsão da CSU para abril de 1985 era de 11 tempestades nomeadas e 8 furacões. Essa previsão não foi revisada em junho. Em sua previsão de agosto, a CSU previu 10 tempestades nomeadas e 7 furacões.

## Resumo da temporada

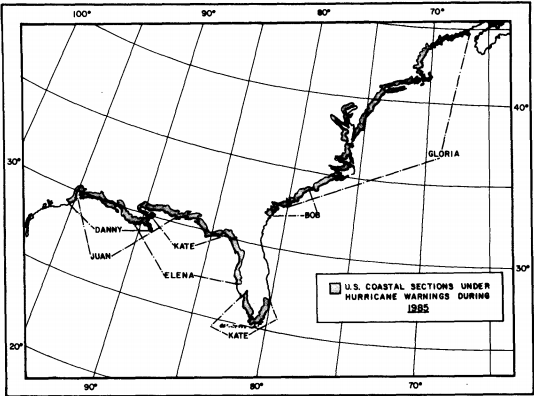
Alertas de furacão emitidos ao longo da Costa do Golfo e Costa Leste dos Estados Unidos em 1985

A temporada de furacões no Atlântico começou oficialmente em 1 de junho, mas a atividade em 1985 começou mais de um mês e meio depois com a formação da tempestade tropical Ana em 15 de julho. Foi uma temporada média em que 13 depressões tropicais formadas.  Onze das depressões atingiram o status de tempestade tropical e sete delas atingiram o status de furacão. Além disso, três ciclones tropicais eventualmente atingiram o status de grande furacão, que está ligeiramente acima da média de 1981-2010 de 2,7 por temporada. A quantidade de atividade é atribuída a um La Niña que persistiu desde a temporada anterior. Sete furacões e duas tempestades tropicais atingiram a terra durante a temporada, causando 60 mortes e US$ 4,52 mil milhões em danos. A última tempestade da temporada, a Depressão Tropical Treze, se dissipou em 9 de dezembro, mais de uma semana após o final oficial da temporada em 30 de novembro.
Ciclogênese tropical em 1985 A temporada de furacões no Atlântico começou com o desenvolvimento da Tempestade Tropical Ana em 15 de julho. Menos de uma semana depois, o furacão Bob se desenvolveu no Golfo do México. A atividade foi interrompida brevemente até que o furacão Claudette se formou na costa da Geórgia em 9 de agosto. O mês de agosto também contou com os furacões Danny e Elena. Como setembro é o pico climatológico da temporada de furacões, foi o mês mais ativo. Cinco ciclones tropicais se desenvolveram, incluindo duas depressões tropicais,  Tempestades Tropicais Fabian e Henri, e Furacão Gloria. A partir de então, a atividade começou a desacelerar, com a Tempestade Tropical Isabel e o Furacão Juan em outubro. Outra tempestade nomeada, o Furacão Kate, desenvolveu-se perto de Porto Rico em 15 de novembro. O ciclone tropical final da temporada, a Depressão Tropical Treze, desenvolveu-se no Mar do Caribe em 7 de dezembro e se dissipou no final de 9 de dezembro. 
A atividade da temporada foi refletida com uma classificação cumulativa de energia ciclônica acumulada (ACE) de 88, que é classificada como "quase normal". O ACE é, de um modo geral, uma medida do poder do furacão multiplicado pelo tempo de existência, de modo que tempestades que duram muito tempo, bem como furacões particularmente fortes, têm ACEs altos. O ACE é calculado apenas para avisos completos em sistemas tropicais em ou superior a 34 nós (39 km/h, 63 km/h) ou força de tempestade tropical. Os ciclones subtropicais são excluídos do total.

## Sistemas

### Tempestade Tropical Ana
Na segunda semana de julho, uma área de convecção se fundiu com uma área de corte de baixa pressão, que se desenvolveu em 8 de julho. Após cerca de 7 dias, os dados do navio indicaram que uma circulação desenvolvida em 15 de julho. Assim, o sistema tornou-se a Depressão Tropical Um em 1800 UTC nesse mesmo dia, enquanto localizado a sul-sudeste das Bermudas. A depressão se curvou lentamente para o noroeste em torno das Bermudas e começou a se fortalecer. No final de 16 de julho, a depressão se fortaleceu na tempestade tropical Ana. Depois disso, a tempestade virou para o norte e passou a oeste das Bermudas mais tarde naquele dia. Em 17 de julho, Ana acelera para norte-nordeste sob a influência de um sistema frontal e, eventualmente, paralelo à Nova Escócia.

### Furacão Bob
Ao passar perto da Ilha Sable em 19 de julho, Ana atingiu o pico com ventos de 110 km/h (70 mph). Pouco depois, a tempestade fundiu-se com o sistema frontal, horas antes de cruzar a Península de Burin de Terra Nova e Labrador. A tempestade produziu ventos relativamente leves nas Bermudas, com ventos sustentados de 47 km/h (29 mph) e rajadas de até 76 km/h (47 mph), não causando danos. Ana e seus remanescentes caíram chuvas leves e produziram ventos moderados na Ilha Sable e na Nova Escócia. Na Ilha Sable, a precipitação atingiu um pico de 3,3 polegadas (83 mm), enquanto 2 polegadas (50 mm) ou menos foi relatado no leste da Nova Escócia. Depois de se tornar extratropical, o sistema caiu quantidades de precipitação ligeiramente mais pesadas no sudeste da Terra Nova, que atingiu um pico de 4,2 polegadas (106,3 milímetros).
Uma onda tropical desenvolveu-se na Depressão Tropical Dois no leste do Golfo do México em 21 de julho. A depressão derivou para sudeste e depois para nordeste sem intensificação significativa. No entanto, no final de 22 de julho, foi atualizado para a tempestade tropical Bob. O ciclone atingiu a costa perto de Fort Myers, Flórida, com ventos de 72 km/h (45 mph) no dia seguinte. Ao cruzar a Flórida, Bob fez uma curva acentuada para o norte e emergiu no Oceano Atlântico perto de Vero Beach no início de 24 de julho. Ele continuou a se fortalecer e atingiu a intensidade do furacão mais tarde naquele dia e atingiu o pico com ventos de 121 km/h (75 mph). Às 0300 UTC em julho Em 25 de novembro, Bob chegou perto de Beaufort, Carolina do Sul, com a mesma intensidade. A tempestade enfraqueceu rapidamente no interior e foi absorvida por um vale frontal sobre West Virginia em 26 de julho.
Bob caiu chuvas fortes no sul da Flórida, chegando a 550 mm (21.5 in) na cidade de Everglades.  Ocorreram inundações localizadas, mas limitaram-se principalmente a ruas inundadas e pequenos danos às colheitas. Ventos com força de furacão foram observados na Carolina do Sul. Quedas de árvores e linhas de energia deixaram 32.000 moradores sem eletricidade, a maioria dos quais na área de Charleston. Uma pessoa morreu na Carolina do Norte em um acidente de trânsito. A tempestade produziu três tornados na Virgínia, um dos quais destruiu duas casas e outro danificou dez casas. Ventos fortes e chuvas fortes também derrubaram portões, barracas e banheiros portáteis no Jamboree Nacional Escoteiro dos Escoteiros da América de 1985 em Fort AP Hill, ferindo vários escoteiros. Quatro pessoas morreram em Washington, DC e Maryland de acidentes de trânsito causados por estradas escorregadias. No geral, Bob causou cerca de US$ 20 milhões em danos e 5 fatalidades.

### Furacão Claudette
Uma onda e uma circulação de baixo nível associada foram observadas sobre a Costa do Golfo dos Estados Unidos em 7 de agosto. O sistema se moveu para o leste e entrou no Oceano Atlântico, onde fez a transição para uma área de baixa pressão ao largo da Geórgia em 9 de agosto. Naquela época, o sistema se desenvolveu em uma depressão subtropical. Ele se fortaleceu e lentamente adquiriu características tropicais enquanto se movia para leste-nordeste. No início de 11 de agosto, a depressão foi reclassificada como Tempestade Tropical Claudette. Quando a tempestade passou ao norte das Bermudas no final de 12 de agosto, efeitos menores foram relatados, com ventos sustentados atingindo 45 km/h (28 mph) e precipitação até 15 mm (0.61 in). Continuando para o leste, Claudette atingiu o status de furacão no início de 14 de agosto.
Em 1200 UTC em 15 de agosto, Claudette atingiu o pico com ventos de 137 km/h (85 mph) e uma pressão barométrica mínima de 980 mbar (29 inHg). No entanto, as temperaturas mais frias da superfície do mar fizeram com que Claudette enfraquecesse para uma tempestade tropical no início de 16 de agosto. A tempestade virou para nordeste e atingiu a ilha do Corvo, nos Açores, mais tarde naquele dia. Nas Lajes das Flores na Ilha das Flores, os ventos sustentados chegaram a 47 km/h (29 mph), com rajadas de até 84 km/h (52 mph). Além disso, elevações mais altas na ilha das Flores relataram ventos tão fortes quanto 122 km/h (76 mph). Em 0000 UTC em 17 de agosto, a tempestade fez a transição para um ciclone extratropical, enquanto localizado a norte-nordeste dos Açores.

### Furacão Danny
Uma onda tropical evoluiu para a Depressão Tropical Quatro em 12 de agosto, enquanto localizado perto de Grand Cayman. A depressão moveu-se para noroeste e inicialmente permaneceu fraca. No início de agosto Em 13 de dezembro, escovou o Cabo San Antonio, Cuba, antes de emergir no Golfo do México mais tarde naquele dia. O sistema então se intensificou na tempestade tropical Danny em 14 de agosto. Danny se aprofundou ainda mais e se tornou um furacão no início do dia seguinte, enquanto começava a voltar a fazer uma curva norte-noroeste. Em 1620 UTC em 16 de agosto, Danny atingiu seu pico de intensidade com ventos de 140 km/h (90 mph) e uma pressão barométrica mínima de 988 mbar (29.2 inHg). Apenas 10 minutos depois, a tempestade atingiu a terra firme perto de Grand Chenier, Louisiana, com a mesma intensidade. No início de 17 de agosto, Danny enfraqueceu para uma tempestade tropical e foi rebaixado para uma depressão tropical várias horas depois. Moveu-se para leste-nordeste em todo o sudeste dos Estados Unidos, até se dissipar sobre o sudeste da Virgínia em 18 de agosto.
Houve inundações costeiras e interiores generalizadas na Louisiana. A tempestade trouxe até 226 mm (8.91 in) de precipitação para Kentwood.  Além disso, houve dois tornados relatados no estado. Ao todo, 33 residências unifamiliares e 26 casas móveis foram destruídas, enquanto 3 condomínios, 908 casas unifamiliares e 265 casas móveis foram danificadas. Uma combinação de chuvas e tempestades no sul do Mississippi causou erosão severa na praia e inundou 70 casas apenas no condado de Hancock. Mais ao norte, um tornado na Enterprise danificou severamente 6 casas, 3 celeiros e 2 telhados; também destruiu 1 lar. No Alabama, a tempestade gerou 34 tornados, que destruíram 27 residências unifamiliares e 18 casas móveis. Cerca de 90 casas, 8 casas móveis e 23 emnbsp;inpresas sofreram danos. O impacto foi semelhante, mas menos severo em vários outros estados, incluindo Geórgia, Maryland, Carolina do Sul, Virgínia e Texas. Danny causou 5 fatalidades e cerca de US $ 100 milhões em danos.

### Furacão Elena
Uma onda tropical evoluiu para a Depressão Tropical Cinco em 28 de agosto, enquanto localizado perto da ponta leste de Cuba. A depressão então desembarcou na ilha. Apesar do terreno montanhoso de Cuba, a depressão se fortaleceu enquanto seguia para oeste-noroeste em toda a ilha. Mais tarde em 28 de agosto, foi atualizado para a tempestade tropical Elena. A tempestade surgiu no Golfo do México perto de Havana no início do dia seguinte.  Elena alcançou o status de furacão no final de 29 de agosto. Depois de se tornar uma furacão categoria 2, a tempestade virou leste-nordeste e perdeu as porções centrais da Costa do Golfo dos Estados Unidos. Elena derivou erraticamente e representou uma ameaça para a Flórida Central. No entanto, no início de 1 de setembro, a tempestade voltou a se curvar para oeste-noroeste. Continuou a se intensificar e no início do dia seguinte, Elena atingiu o pico com ventos máximos sustentados de 201 km/h (125 mph) e uma pressão barométrica mínima de 953 mbar (28.1 inHg). Em 1300 UTC em 2 de setembro, Elena atingiu a terra perto de Biloxi, Mississippi, com uma intensidade um pouco mais fraca. A tempestade enfraqueceu rapidamente no interior, caindo para o status de tempestade tropical apenas 5 horas mais tarde. Ele serpenteava pelo sul dos Estados Unidos, até se dissipar sobre o Missouri em 4 de setembro.
Cerca de 1 milhões fugiram da costa quando Elena se aproximou, com algumas pessoas passando por duas evacuações de emergência devido ao caminho errático da tempestade. Embora Elena permanecesse na costa da Flórida, gerou grandes ondas ao longo da costa oeste da Flórida. Danos graves ocorreram na cultura de ostras, e 40 pés (12 m) de areia foi arrastada ao longo de porções do Panhandle da Flórida. Elena também caiu chuva forte na área de Big Bend, onde a precipitação atingiu o pico de 398 mm (15.67 in) em Cross City.  Tornados na área de Tampa Bay também causaram alguns danos, principalmente em parques de trailers. Apesar do desembarque no Mississippi como uma furacão categoria 3, ventos sustentados no estado só chegaram a 146 km/h (91 mph), registrado em Harrison County, Ocean Springs e Pascagoula. Danos severos do vento ocorreram particularmente em Pass Christian, onde pelo menos 75% das casas sofreram perdas. Em toda a região da Costa do Golfo, 294 casas unifamiliares foram destruídas, enquanto 17.189 foram danificados em graus variados. Sobre 541 casas móveis foram destruídas e mais 2.642 sofreu danos. A destruição de 239 apartamentos e condomínios, além de impactar 1.909 outras unidades foram informadas. Elena causou $ 1,3 mil milhões em danos. Além disso, houve nove mortes totais, incluindo duas no Texas por correntes de retorno induzidas por tempestades; este foi considerado um número baixo, provavelmente o resultado das evacuações em massa antes do desembarque.

### Tempestade Tropical Fabian
Os remanescentes da Depressão Tropical Seis derivaram para nordeste e cruzaram Hispaniola em 15 de setembro. Mais tarde naquele dia, os restos da depressão emergiram no Oceano Atlântico. Combinou-se com os restos de um sistema frontal e rapidamente se desenvolveu em uma superfície baixa. Em 1800 UTC em 15 de setembro, a Depressão Tropical Sete formou cerca de 240 km (150 mi) norte-nordeste de Cockburn Town, Ilhas Turks e Caicos. A depressão foi dirigida para nordeste por um cavado frontal, que se estendia para nordeste no Atlântico. Estima-se que a depressão se fortaleceu na tempestade tropical Fabian em 1800 UTC em 16 de setembro, que foi quando uma aeronave de reconhecimento relatou uma pressão atmosférica de 1,004 mbar (29.6 inHg).
Às 0700 UTC em 17 de setembro, a depressão foi operacionalmente atualizada para uma tempestade tropical. Fabian se fortaleceu ainda mais e em 0945 UTC naquele dia, a tempestade atingiu seu pico de intensidade com ventos de 105 km/h (65 mph) e uma pressão atmosférica mínima de 992 mbar (29.3 inHg). Uma área de baixa pressão começou a se desenvolver ao longo do vale frontal, fazendo com que a tempestade acelerasse para o leste. O navio Vant registrou ventos de até 130 km/h (80 mph) ao passar entre Fabian e o sistema de baixa pressão em desenvolvimento em 17 de setembro e 18 de setembro. Por volta de 1800 UTC em 19 de setembro, Fabian foi absorvido pela área de baixa pressão cerca de 405 milhas (650 km) a sudeste da Ilha das Flores, Açores.

### Furacão Gloria
Uma onda tropical evoluiu para a Depressão Tropical Oito em 16 de setembro, enquanto localizado perto de Cabo Verde. A depressão se fortaleceu ao passar ao sul das ilhas e foi atualizada para a tempestade tropical Glória em 17 de setembro. Durante os próximos 24 horas, Gloria não se intensificou ainda mais e, em vez disso, enfraqueceu de volta a uma depressão tropical no final de 18 de setembro. No entanto, por 0000 UTC em setembro Em 20 de novembro, ele se fortaleceu em uma tempestade tropical. O aprofundamento lento ocorreu à medida que a tempestade se aproximava das Pequenas Antilhas. No final de 21 de setembro, Gloria foi atualizado para uma furacão categoria 1. A tempestade voltou a se curvar para oeste-noroeste no dia seguinte. Glória então passou por uma rápida intensificação, a partir de 1800 UTC em 23 de setembro. A tempestade tornou-se uma furacão categoria 4 no início de 25 de setembro.
Em 0120 UTC em 25 de setembro, Gloria atingiu seu pico de intensidade com ventos máximos sustentados de 233 km/h (145 mph) e uma pressão barométrica mínima de 919 mbar (27.1 inHg). No entanto, mais tarde naquele dia, a tempestade rapidamente enfraqueceu para uma furacão categoria 2. Embora Gloria tenha enfraquecido a uma furacão categoria 1 em 26 de setembro, logo se fortaleceu em uma furacão categoria 2 enquanto re-curvando norte-nordeste. No início de 27 de setembro, Gloria atingiu a ilha Hatteras, Carolina do Norte, com ventos de 169 km/h (105 mph). Depois de ressurgir no Oceano Atlântico, Gloria enfraqueceu de volta a uma furacão categoria 1 mais tarde em 27 de setembro. Em 1600 UTC naquele dia, o furacão fez outro landfall em Long Island, Nova York com ventos de 137 km/h (85 mph). Gloria continuou a enfraquecer enquanto se movia para o interior e tornou-se extratropical sobre Maine em 0000 UTC em 28 de setembro.
A tempestade trouxe ventos fortes para o leste da Carolina do Norte, com ventos sustentados de até 158 km/h (98 mph) e rajadas de até 190 km/h (120 mph). Danos causados pelo vento em árvores e estruturas foram relatados em até 48 km (30 mi) para o interior. Um homem foi morto depois que uma árvore caiu em sua casa móvel perto de Havelock. Quantidades de maré de tempestade variando de 4 to 8 ft (1.2 to 2.4 m) também causou danos de inundação a várias casas ao longo dos Outer Banks. Em Nova York, rajadas de vento de até 160 km/h (100 mph) em Long Island danificou ou destruiu centenas de casas e empresas. Centenas de aeronaves sofreram danos. Milhares de árvores foram derrubadas, atingindo linhas de energia, deixando cerca de 1,5 milhões de pessoas – cerca de dois terços de Long Island – sem eletricidade. As marés de tempestade também causaram erosão severa nas praias, inundaram centenas de ruas e danificaram ou destruíram centenas de barcos. Em Connecticut, milhares de árvores derrubadas por ventos fortes atingiram linhas de energia, deixando até 727.000 pessoas sem eletricidade. Ao longo da costa, centenas de pequenas embarcações e embarcações de recreio foram arrancadas das suas amarras. Além disso, uma série de casas foram infligidas danos causados pelas marés de tempestade. Impacto semelhante foi relatado em Massachusetts e Rhode Island. No geral, Glória causou 14 mortes e cerca de US $ 900 milhões em danos.

### Tempestade Tropical Henri
Um cavado de baixa pressão localizado próximo à dissipação da tempestade tropical Fabian desenvolveu uma circulação em 18 de setembro e então começou a derivar para o norte. Em 1800 UTC em 21 de setembro, o sistema tornou-se a Depressão Tropical Nove, enquanto localizado a cerca de 415 milhas (670 km) a leste de Palm Coast, Flórida. No entanto, os avisos não foram iniciados operacionalmente até 0230 UTC em 22 de setembro, depois que um reconhecimento confirmou uma circulação de baixo nível. A depressão se fortaleceu e se tornou a tempestade tropical Henri no início de 23 de setembro. Pouco depois, Henri atingiu seu pico de intensidade com ventos máximos sustentados de 97 km/h (60 mph) e uma pressão atmosférica mínima de 996 mbar (29.4 inHg).
Depois de atingir o pico de intensidade, o cisalhamento do vento começou a enfraquecer constantemente a tempestade à medida que seguia para o norte ou norte-nordeste. Em 2100 UTC em 24 de setembro, Henri fez landfall na ponta leste de Long Island com ventos de 64 km/h (40 mph). Enquanto enfraquecendo para uma depressão tropical, a tempestade fez seu segundo landfall perto da fronteira de Connecticut e Rhode Island por volta de 0000 UTC em 25 de setembro. Seis horas depois, Henri foi absorvido pela zona frontal centrada na Nova Inglaterra. A chuva foi generalizada, mas leve, já que a convecção profunda mínima foi mantida, pois Henri estava afetando a terra. Apenas um local em Massachusetts e Carolina do Norte relatou precipitação superior a 76 mm (3 in). Como resultado, nenhum dano significativo foi relatado.

### Tempestade Tropical Isabel
Uma onda tropical saiu da África em 29 de setembro. Entrou no Caribe em 5 de outubro e produziu chuvas torrenciais em Porto Rico; as inundações mataram 180 pessoas, principalmente de um deslizamento de terra perto de Ponce. Em 7 de outubro, a onda gerou uma depressão tropical ao norte de Hispaniola. Localizada na borda ocidental de um sistema de alta pressão no meio do Atlântico, a tempestade se moveu para o norte e se intensificou na tempestade tropical Isabel, embora o desenvolvimento inicial tenha sido dificultado pela interação com Hispaniola. Depois de passar pelo sudeste das Bahamas, Isabel rapidamente se intensificou e atingiu ventos de 110 km/h (70 mph) no final de 8 de outubro. Uma frente fria que se aproximava fez com que a tempestade enfraquecesse e uma crista atrás da frente fez com que Isabel se curvasse para o oeste. Além disso, o forte fluxo de sudoeste diminuiu gradualmente a convecção ao redor do centro.
Isabel desembarcou perto de Fernandina Beach, Flórida, aos 64 km/h (40 mph) tempestade tropical no final de 10 de outubro. Rapidamente enfraqueceu para uma depressão tropical, e a circulação se voltou para o norte e leste uma vez para o interior. No final de 11 de outubro, Isabel emergiu da costa perto de Brunswick, Geórgia e, posteriormente, derivou para o nordeste. A circulação foi absorvida por uma frente fria enquanto localizada a leste dos Outer Banks da Carolina do Norte em 15 de outubro. Quando Isabel atingiu o nordeste da Flórida, a tempestade derrubou chuvas leves no sudeste dos Estados Unidos, chegando a 86 mm (3.38 in). no sudeste da Carolina do Norte. Além disso, a precipitação mínima caiu na Flórida, Geórgia e Carolina do Sul.

### Furacão Juan
Uma baixa pressão de nível superior no Golfo do México evoluiu para uma depressão tropical em 26 de outubro. Mais tarde naquele dia, a depressão se fortaleceu na tempestade tropical Juan. Juan voltou a se curvar várias vezes, mas acabou se movendo para o norte-noroeste em 27 de outubro. A tempestade se fortaleceu e no início de 28 de outubro, tornou-se um furacão. Mais tarde naquele dia, os ventos sustentados atingiram o pico de 137 km/h (85 mph). Entre 28 de outubro e outubro Em 29 de setembro, a tempestade executou um ciclo ciclônico ao largo da Louisiana. Pouco antes de 1200 UTC naquele dia, Juan fez landfall perto de Morgan City, Louisiana como um furacão mínimo. Ele rapidamente enfraqueceu de volta para uma tempestade tropical. A tempestade começou a executar outro ciclo ciclônico, atingindo a área de Lafayette antes de voltar para o Golfo do México em 30 de outubro. A tempestade permaneceu brevemente no mar, antes de um segundo landfall no Delta do Rio Mississippi, na Louisiana, no início de 31 de outubro. Juan ressurgiu no Golfo do México, antes de mais um desembarque perto de Gulf Shores, Alabama.  A tempestade enfraqueceu no interior e tornou-se extratropical sobre o Tennessee em 1 de novembro.
Juan produziu grandes ondas em plataformas de petróleo no Golfo do México, causando vários danos em plataformas e embarcações e matou nove pessoas. O movimento errático da tempestade no mar e no interior da Louisiana resultou em fortes chuvas, chegando a 452 mm (17.78 in) em Galliano.  Inundações significativas se seguiram, danificando 5.000 casas e 100 negócios. Somente na paróquia de Jefferson, chuvas fortes e tempestades combinadas inundaram pelo menos 2.233 casas, 3.100 carros e 100 negócios. No sul do Mississippi, a precipitação superior a 250 mm (10 in) em algumas áreas inundadas 342-352 casas e 6 negócios. Os remanescentes de Juan também produziram extensas inundações na região dos Apalaches, nos Estados Unidos. Os níveis de inundação ao longo de rios como os rios James, Potomac e Roanoke , na Virgínia , rivalizaram com os do furacão Camille em 1969 e do furacão Agnes em 1972. Somente no estado da Virgínia, os danos ultrapassaram US $ 800 milhão. West Virginia também foi significativamente impactada. Muitos córregos e rios subiram para 100-500 níveis de inundação do ano, com algumas cristas em alturas recordes. Como resultado, cidades inteiras, estradas e pontes foram varridas. Quase 9.000 casas foram danificadas, 4.000 dos quais foram destruídos. As perdas chegaram a US$ 577 milhão. No geral, Juan causou US$ 1,5 mil milhões em danos e 12 fatalidades, incluindo 1 no Texas, 2 na Luisiana, e 9 no mar.

### Furacão Kate
A interação de uma calha de nível superior e uma onda tropical gerou a tempestade tropical Kate em 1800 UTC em 15 de novembro, enquanto localizado a nordeste de Porto Rico. Kate se fortaleceu enquanto se movia para o oeste e foi atualizada para um furacão cerca de 24 horas mais tarde. No início de 19 de novembro, a tempestade atingiu a terra firme na província de Ciego de Ávila, Cuba, com ventos de 180 km/h (110 mph). Curvou-se para oeste-noroeste e enfraqueceu para uma furacão categoria 1 antes de emergir no Golfo do México no final de 19 de novembro. Kate virou para noroeste e se fortaleceu, chegando a 190 km/h (120 mph) furacão categoria 3 em 20 de novembro. No entanto, enfraqueceu para uma furacão categoria 2 em 21 de novembro, várias horas antes de desembarcar perto de Mexico Beach, Flórida. A tempestade rapidamente enfraqueceu no interior e foi rebaixada para uma tempestade tropical no dia seguinte. Atravessou o sudeste dos Estados Unidos e emergiu no Oceano Atlântico perto de Cape Fear, Carolina do Norte, em 23 de novembro. Kate curvou-se novamente para leste-sudeste, antes de se tornar extratropical, localizada a meio caminho entre os Outer Banks e as Bermudas.
Na Jamaica, fortes chuvas causaram inundações em cinco províncias, com reparos no transporte custando US$ 3 milhão. Além disso, houve sete mortes na ilha. Em Cuba, ventos fortes danificaram usinas de açúcar e grande parte da safra de cana-de-açúcar. Estima-se que 3.653 mi 2 (9461 km 2 ) de cana-de-açúcar e 34.000 toneladas de açúcar foram arruinadas. A tempestade também destruiu 141.000 toneladas de bananas e 87.078 toneladas de outras frutas e legumes. Kate danificou 88.207 casas e destruiu 4.382 outros. Foram 10 mortes e cerca de 50 lesões. O prejuízo foi estimado em US$ 400 milhão. Em Florida Keys, ventos fortes derrubaram árvores e deixaram falta de energia entre Big Pine Key e Key West. Mais ao norte, no Panhandle da Flórida, ventos fortes também resultaram em inúmeras quedas de energia, inclusive em Tallahassee, onde 90% da cidade ficou sem eletricidade. Cerca de 242 edifícios foram severamente danificados no Panhandle da Flórida, a maioria deles no Condado de Franklin. Onda de tempestade deixou cerca de 150 casas inabitáveis apenas no condado de Wakulla. Cinco mortes ocorreram na Flórida e os danos atingiram cerca de US $ 300 milhão. Uma morte ocorreu na Geórgia; um homem em Thomasville foi fatalmente atingido por uma árvore caindo. As fortes chuvas trouxeram inundações nas porções do sul do estado, com  totalizando US $ 101 milhão.

### Outros sistemas

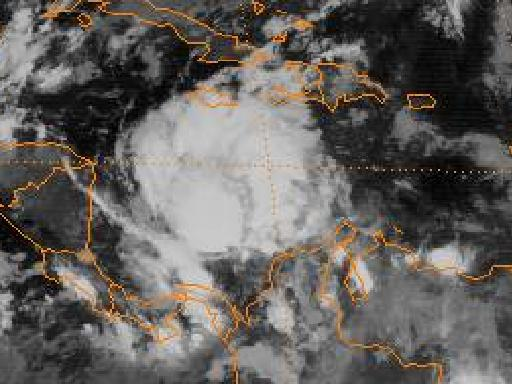
Depressão tropical treze em 7 de dezembro, 1985

Além dos 11 tempestades nomeadas, três outros ciclones tropicais desenvolvidos durante o curso de 1985 Temporada de furacões no Atlântico. Em 1200 UTC em 8 de setembro, uma depressão tropical desenvolveu-se cerca de 370 km (230 mi) norte-noroeste de São Vicente, Cabo Verde. Seguiu para oeste-noroeste e intensificou-se ligeiramente, atingindo ventos de 56 km/h (35 mph). No entanto, nenhum fortalecimento adicional ocorreu, e 1200 UTC em 13 de setembro, ele se dissipou enquanto localizado a cerca de 555 km (345 mi) leste-sudeste das Bermudas. 
Três dias após o desenvolvimento do ciclone tropical anterior, a Depressão Tropical Seis formou cerca de 10 milhas (15 km) ao norte de Tobago em 11 de setembro. Pouco depois de se desenvolver, aterrissou perto de Tivoli, Granada, com ventos de 48 km/h (30 mph). A depressão permaneceu fraca, intensificando-se minimamente e mantendo uma circulação mal definida enquanto seguia para oeste-noroeste através do Mar do Caribe. Eventualmente, a depressão começou a se desorganizar, com a convecção se estendendo por Hispaniola, Porto Rico e Ilhas Leeward em setembro. 14, apesar do centro estar localizado ao sul da Jamaica. Mais tarde naquele dia, uma aeronave de reconhecimento não indicou circulação; assim, a depressão se dissipou enquanto localizada a cerca de 314 km (195 mi) ao sul de Kingston, Jamaica, em 14 de setembro.  Depois de se dissipar, a depressão mais tarde se transformou na tempestade tropical Fabian.
A depressão tropical final se desenvolveu no sudoeste do Mar do Caribe em 7 de dezembro, que foi sete dias após o final oficial da temporada. Foi o primeiro ciclone tropical fora de temporada a se desenvolver no Mar do Caribe desde a tempestade tropical Arlene em 1981. Designado como Depressão Tropical Treze, dirigiu-se para oeste-sudoeste em direção ao Panamá com pouca mudança em força. Em 1800 UTC em 9 de dezembro, a depressão se dissipou cerca de 80 km (50 mi) noroeste de Colón, Panamá. 

## Nomes de tempestades
Os seguintes nomes foram usados para tempestades nomeadas que se formaram no Atlântico Norte em 1985. Os nomes não retirados desta lista foram usados novamente na edição de 1991 estação. Esta é a mesma lista usada para a temporada de 1979, exceto Danny e Fabian, que substituiu David e Frederic. Storms foram nomeados Danny, Fabian, Isabel, Juan e Kate pela primeira vez em 1985.
| - Ana - Bob - Claudette - Danny - Elena - Fabian - Gloria | - Henri - Isabel - Juan - Kate - Larry (sem usar) - Mindy (sem usar) - Nicholas (sem usar) | - Odette (sem usar) - Peter (sem usar) - Rose (sem usar) - Sam (sem usar) - Teresa (sem usar) - Victor (sem usar) - Wanda (sem usar) |

### Aposentadoria
A Organização Meteorológica Mundial aposentou dois nomes na primavera de 1986: Elena e Gloria. Eles foram substituídos por Erika e Grace para a temporada de 1991.

## Efeitos sazonais
Esta é uma tabela das tempestades em 1985 e sua(s) terra(s), se houver. As mortes entre parênteses são adicionais e indiretas (um exemplo de morte indireta seria um acidente de trânsito), mas ainda estão relacionadas a tempestades. Danos e mortes incluem totais enquanto a tempestade era extratropical ou uma onda ou baixa.

| Escala de Furacões de Saffir-Simpson |    |    |   |   |   |   |   |
| DT                                   | TS | TT | 1 | 2 | 3 | 4 | 5 |

| Ana                   | 15 de julho – 19           | Tempestade tropical | 110 (70)  | 996  | Nova Escócia, Newfoundland e Labrador                                          | Nenhum           | Nenhum |  |
| Bob                   | 21 de julho – 26           | Furacão categoria 1 | 120 (75)  | 1002 | Sudoeste dos Estados Unidos, Meio Atlântico, Nova Inglaterra                   | $20 milhões      | 0 (5)  |  |
| Claudette             | 9 de agosto – 16           | Furacão categoria 1 | 140 (85)  | 980  | Bermudas, Açores                                                               | Nenhum           | Nenhum |  |
| Danny                 | 12 de agosto – 18          | Furacão categoria 1 | 150 (90)  | 987  | Sudoeste dos Estados Unidos                                                    | $100 milhões     | 2 (3)  |  |
| Elena                 | 28 de agosto – setembro 4  | Furacão categoria 3 | 205 (125) | 953  | Grandes Antilhas, Sul dos Estados Unidos                                       | $1.3 mil milhões | 9      |  |
| Sem número            | 8 de setembro – 13         | Depressão tropical  | 55 (35)   | N/A  | Nenhum                                                                         | Nenhum           | Nenhum |  |
| Seis                  | 11 de setembro – 13        | Depressão tropical  | 55 (35)   | N/A  | Nenhum                                                                         | Nenhum           | Nenhum |  |
| Fabian                | 15 de setembro – 19        | Tempestade tropical | 100 (65)  | 992  | Nenhum                                                                         | Nenhum           | Nenhum |  |
| Gloria                | 16 de setembro–27          | Furacão categoria 4 | 230 (145) | 919  | Costa Leste dos Estados Unidos, Leste do Canadá                                | $900 milhões     | 14     |  |
| Henri                 | 21 de setembro – 25        | Tempestade tropical | 90 (60)   | 997  | Meio Atlântico, Nova Inglaterra                                                | Nenhum           | Nenhum |  |
| Isabel                | 7 de outubro – 15          | Tempestade tropical | 110 (70)  | 997  | República Dominicana, Porto Rico, Sudoeste dos Estados Unidos                  | Nenhum           | Nenhum |  |
| Juan                  | 26 de outubro – novembro 1 | Furacão categoria 1 | 140 (85)  | 971  | Sul dos Estados Unidos, Região Centro-Oeste dos Estados Unidos, Meio Atlântico | $1.5 mil milhões | 12     |  |
| Kate                  | 15 de novembro–23          | Furacão categoria 3 | 195 (120) | 953  | Grandes Antilhas, Sudoeste dos Estados Unidos                                  | $700 milhões     | 15     |  |
| Treze                 | 7 de dezembro – 9          | Depressão tropical  | 55 (35)   | N/A  | Nenhum                                                                         | Nenhum           | Nenhum |  |
| Agregado da temporada |                            |                     |           |      |                                                                                |                  |        |  |
| 14 sistemas           | 15 de julho – dezembro 9   |                     | 230 (145) | 919  |                                                                                | 4520             | 52 (8) |  |